# 眉山市
眉山市（びざん-し）は中華人民共和国四川省に位置する地級市。

## 歴史
古称は「眉州」といい、古くから農業文明があった。眉山市には6つの県級行政区画があり、1997年までは楽山市に属していたが中華人民共和国国務院の批准を経て眉山地区が成立し、2000年に地級市となった。

## 地理
北に成都市、南に楽山市、東に資陽市、西に雅安市と接している。市域の主要な部分は成都平原に位置しており、東坡区、彭山県、青神県は平原部に、他の3県は山地丘陵地帯にある。平原部を南北に岷江が流れている。

## 行政区画
2市轄区・4県を管轄下に置く。
- 市轄区：
  - 東坡区・彭山区
- 県：
  - 仁寿県・洪雅県・丹棱県・青神県

| 眉山市の地図                              |
| ----------------------------------------- |
| 東坡区 彭山区 仁寿県 洪雅県 丹棱県 青神県 |

### 年表
この節の出典

#### 川西行署区眉山専区
- 1949年10月1日 - 中華人民共和国川西行署区眉山専区が成立。眉山県・彭山県・青神県・夾江県・洪雅県・丹棱県・名山県・蒲江県・邛崍県・大邑県が発足。(10県)
- 1951年 (10県)
  - 温江専区新津県を編入。
  - 大邑県が温江専区に編入。
- 1952年5月30日 - 眉山県の一部が青神県に編入。(10県)
- 1952年8月7日 - 四川省の成立により、四川省眉山専区となる。

#### 四川省眉山専区(1952年-1953年)
- 1953年3月10日 
  - 夾江県・青神県・眉山県・丹棱県・洪雅県・彭山県が楽山専区に編入。
  - 邛崍県・新津県・名山県・蒲江県が温江専区に編入。

#### 四川省眉山地区(1997年-2000年)
- 1997年5月30日 - 楽山市眉山県・洪雅県・丹棱県・彭山県・仁寿県・青神県を編入。眉山地区が成立。(6県)
- 2000年6月10日 - 眉山地区が地級市の眉山市に昇格。

#### 眉山市
- 2000年6月10日 - 眉山地区が地級市の眉山市に昇格。(1区5県)
  - 眉山県が区制施行し、東坡区となる。
- 2014年10月20日 - 彭山県が区制施行し、彭山区となる。(2区4県)

## 交通

### 航空
市政府のある東坡区から成都双流国際空港へは約80キロある。

### 鉄道
- 中国鉄路総公司
  - 成貴旅客専用線
  - 成昆線

### 道路
- 成楽高速公路

国道
- G103国道
- G106国道（中国語版）
- G213国道

## 観光地
- 三蘇祠博物館
- 中国泡菜博物館
- 瓦屋山国家森林公園
- 黒竜灘景区（仁寿県）
- 中岩寺
- 槽漁灘ダム
- 柳江古鎮、高廟古鎮
- 彭祖山（彭祖故里）

## 健康・医療・衛生
- 眉山市眉山中医院 、眉山市交通医院、眉山市人民医院、眉山市紅十字会博愛医院、彭山区人民医院、彭山区中医院
- 仁寿県人民医院、洪雅県人民医院、丹棱県人民医院、丹棱県中医院、青神県人民医院、青神県中医院

## 出身者
- 蘇軾・蘇洵・蘇轍 - 北宋の政治家・文人・詩人。三人は親子であり、まとめて「三蘇」とされ唐宋八大家に含まれている。
- 李密 - 西晋の政治家。『陳情表』の作者。